# Норт-Боннвілл (Вашингтон)
Норт-Боннвілл (англ. North Bonneville) — місто (англ. city) в США, в окрузі Скамейнія штату Вашингтон. Населення — 1397 осіб (2020).

## Географія
Норт-Боннвілл розташований за координатами 45°38′29″ пн. ш. 121°58′22″ зх. д. / 45.64139° пн. ш. 121.97278° зх. д. (45.641393, -121.972748).  За даними Бюро перепису населення США в 2010 році місто мало площу 6,78 км², з яких 6,23 км² — суходіл та 0,55 км² — водойми. В 2017 році площа становила 7,17 км², з яких 6,49 км² — суходіл та 0,68 км² — водойми.

## Демографія
Згідно з переписом 2010 року, у місті мешкало 956 осіб у 420 домогосподарствах у складі 262 родин. Густота населення становила 141 особа/км².  Було 459 помешкань (68/км²).
Расовий склад населення:
| - 94,9 % — білих - 1,5 % — азіатів - 0,7 % — корінних американців - 0,3 % — чорних або афроамериканців |

До двох чи більше рас належало 2,0 %. Частка іспаномовних становила 4,4 % від усіх жителів.
За віковим діапазоном населення розподілялося таким чином: 24,1 % — особи молодші 18 років, 61,2 % — особи у віці 18—64 років, 14,7 % — особи у віці 65 років та старші. Медіана віку мешканця становила 42,8 року. На 100 осіб жіночої статі у місті припадало 100,8 чоловіків;  на 100 жінок у віці від 18 років та старших — 102,2 чоловіків також старших 18 років.
Середній дохід на одне домашнє господарство  становив 66 326 доларів США (медіана — 57 625), а середній дохід на одну сім'ю — 87 895 доларів (медіана — 68 750). За межею бідності перебувало 15,0 % осіб, у тому числі 10,3 % дітей у віці до 18 років та 11,5 % осіб у віці 65 років та старших.
Цивільне працевлаштоване населення становило 593 особи. Основні галузі зайнятості: виробництво — 22,9 %, мистецтво, розваги та відпочинок — 20,9 %, освіта, охорона здоров'я та соціальна допомога — 17,9 %.